# Socjalizm w Indiach
Socjalizm w Indiach ma długą tradycję, wywodzącą się z walki z kolonializmem i stanowi dużą część historycznego dziedzictwa politycznego. Tradycyjny ruch socjalistyczny konkuruje z silnymi w kraju ugrupowaniami komunistycznymi.

## Początki ruchu, marksizm

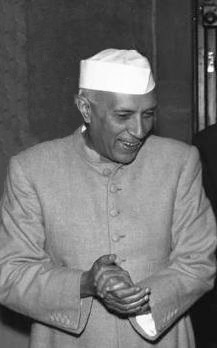
Pierwszy premier Indii Jawaharlal Nehru wywodzący się z Indyjskiego Kongresu Narodowego

Ruch socjalistyczny zaczął się rozwijać w Indiach po rewolucjach w Rosji. Jednak, już w 1871 roku grupa socjalistyczna z Kalkuty skontaktowała się z Karolem Marksem w celu zorganizowania indyjskiej sekcji Międzynarodowego Stowarzyszenia Robotników, pierwszy artykuł w publikacji indyjskiej (w języku angielskim), który wymienia nazwiska Marksa i Engelsa pochodzi jednak dopiero z marca 1912 roku, artykuł ten został opublikowany w czasopismo „Modern Review”. Dwa lata później powstała pierwsza biografia Karola Marksa w języku hindi napisana przez R. Rama Krishna Pillai.
Marksizm uzyskał rozgłos w mediach indyjski w czasie rewolucji rosyjskiej. Szczególną popularnością stały się tezy bolszewików o prawie do samostanowienia wszystkich narodów. Idee Lenina i bolszewików zyskały aprobatę Bal Gandhara Tilaka i Bipin Chandra Pal. Abdul Sattar Khairi i Abdul Zabbar Khairi udali się z wizytą do Moskwy na wieść o rewolucji październikowej, na miejscu spotkali się z Leninem. Rewolucja rosyjska miała również wpływ na grupy emigracyjnych rewolucjonistów indyjskich, z których największa była działająca w Ameryce Północnej „Ghadar Party”.
I wojna światowa przyśpieszyła wzrost przemysłu w Indiach oraz rozwój proletariatu przemysłowego. Jednocześnie z procesem industrializacji rosły ceny podstawowych produktów. W odpowiedzi na wysokie ceny produktów powstawały pierwsze indyjskie związki zawodowe. W 1920 roku założono All India Trade Union Congress. Jeden z przywódców ruchu związkowego Shripad Amrit Dange w 1921 roku opublikował książkę „Gandhi vs. Lenin”, w której porównywał metody obu przywódców, udowadniając że Lenin jest lepszym przywódca. Manabendra Nath Roy i Shripad Amrit Dange założyli bibliotekę literatury marksistowskiej i rozpoczęli publikację tłumaczeń marksistowskich klasyków. W 1922 roku dwójka działaczy uruchomiła tygodnik socjalistyczny w języku angielskim.
Współcześnie, marksizm jest szczególnie rozpowszechniony w stanach Kerala, Bengal Zachodni i Tipura. Do czołowych działaczy socjalistycznych wywodzących się z regionu zalicza się między innymi Elamkulam Manakkal Sankaran Namboodiripad, Ayillyath Kuttiari Gopalan, Sundarayya, Nripan Chakraborthy, B.t. Ranadive, Harkishan Singh Surjeet, Jyoti Basu, z których większość była zwolennikami marksizmu. Duża popularnością cieszą się partie komunistyczne z których największe są Komunistyczna Partia Indii (Marksistowska) i Komunistyczna Partia Indii. Istnieje także duża liczba mniejszych partii marksistowskich, takich jak Komunistyczna Partia Indii (marksistowsko-leninowska), Marksistowska Komunistyczna Partia Indii, Emancypacja Robotnicza, Partia Demokratycznego Socjalizmu.

### Narodziny komunizmu

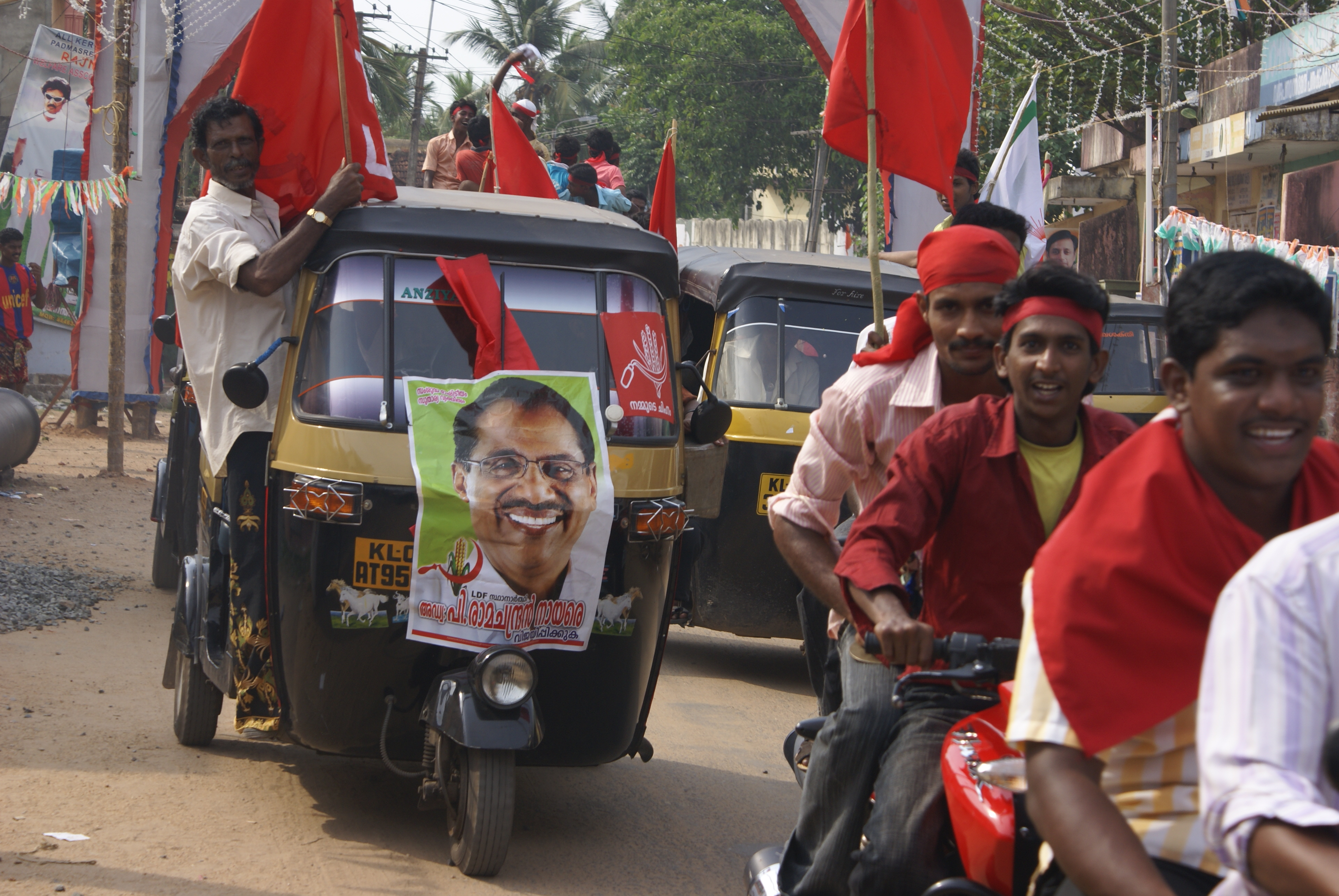
Zwolennicy kandydata komunistów w czasie kampanii wyborczej w 2009 roku

Rozwój ruchu na rzecz odbudowy kalifatu w latach 1919–1924, przyczynił się do powstania w Indiach ruchu komunistycznego. Wielu indyjskich muzułmanów opuściło Indie w celu obrony kalifatu. Kilku z nich podczas pobytu na terytorium ZSRR stało się zwolennikami komunizmu. Zainteresowanie Związkiem Radzieckim doprowadziło do tego że nawet niektórzy hindusi przyłączali się do muzułmańskich mudżahedinów w ich wyprawach na tereny radzieckie. Władze kolonialne były wyraźnie zaniepokojone rosnącym poparciem dla bolszewików w Indiach. Pierwszym posunięciem mającym zdławić ruch była fatwa, wzywająca muzułmanów do odrzucenia bolszewizmu. Specjalny departament monitorował wpływy rewolucyjne w kraju. Wzmożono kontrole graniczne w celu kontroli przywozu do Indii literatury marksistowskiej. Władze brytyjskie kolportowały wśród mieszkańców propagandowe wydawnictwa antykomunistyczne.
W czasie II Kongresu Międzynarodówki Komunistycznej, ustalono, że w koloniach powinny powstawać wspólne fronty tworzone przez proletariat, chłopstwo i burżuazje. Wśród dwudziestu jeden warunków sformułowanych przez Lenina przed kongresem była teza 11, która głosiła, że wszystkie partie komunistyczne powinny popierać burżuazyjno-demokratyczne ruchy wyzwoleńcze w koloniach. Niektórzy z delegatów byli przeciwni idei sojuszu z burżuazją, krytykę tą podzielał Manabendra Nath Roy który uczestniczył na Kongresie jako delegat Meksykańskiej Partii Komunistycznej. Ostatecznie na kongresie skreślono pojęcie „burżuazyjno-demokratyczne”. Komunistyczna Partia Indii została założona w Taszkencie w dniu 17 października 1920 roku, wkrótce po II Kongresie Międzynarodówki Komunistycznej. członkami założycielami partii zostali Manabendra Nath Roy, Evelina Trench Roy, Abani Mukherji, Rosa Fitingof, Mohammad Ali (Ahmed Hasan), Mohammad Shafiq Siddiqui i Mandayam Parthasarathi Tirumal Acharya. Partia dożyła do stworzenia organizacji partyjnej wewnątrz Indii. Roy nawiązał kontakty z grupami Anushilan i Jugantar w Bengalu, gdzie wkrótce powstały małe grupy komunistyczne kierowane przez Muzaffara Ahmeda. Kolejne grupy powstały w Bombaju, Madrasie, Zjednoczonej Prowincji i w Punjab. Ostatecznie członkiem partii został jedynie Usmani stojący na czele organizacji ze Zjednoczonych Prowincji.
1 maja 1923 roku w Madrasie powstałą Labour Kisan Party of Hindustan. Partia zorganizowała pierwsze obchody święta pracy w Indiach, a w czasie demonstracji po raz pierwszy użyta została czerwona flaga.
W dniu 25 grudnia 1925 roku odbyła się komunistyczne konferencja w Kanpur. Władze kolonialne oceniło, że w konferencji wzięło udział 500 osób. Konferencja zwołana została przez człowieka zwanego jako „Satyabhakta”, o którym niewiele wiadomo. Satyabhakta w czasie kongresu opowiedział się za „komunizmem narodowym” i przeciwko podporządkowaniu indyjskiego ruchu komunistycznego przez Komintern.
Współcześnie partie komunistyczne reprezentowane są w parlamencie oraz w parlamentach stanowych. W parlamencie krajowym największymi partiami komunistycznymi są: Komunistyczna Partia Indii (marksistowska) (43 miejsc w Lok Sabha), Komunistyczna Partia Indii (10 mandatów) i Partia Rewolucyjnych Socjalistów (trzy miejsca). Były marszałek Lok Sabha, Somnath Chatterjee, jest członkiem CPI (M).

## Indyjski Kongres Narodowy

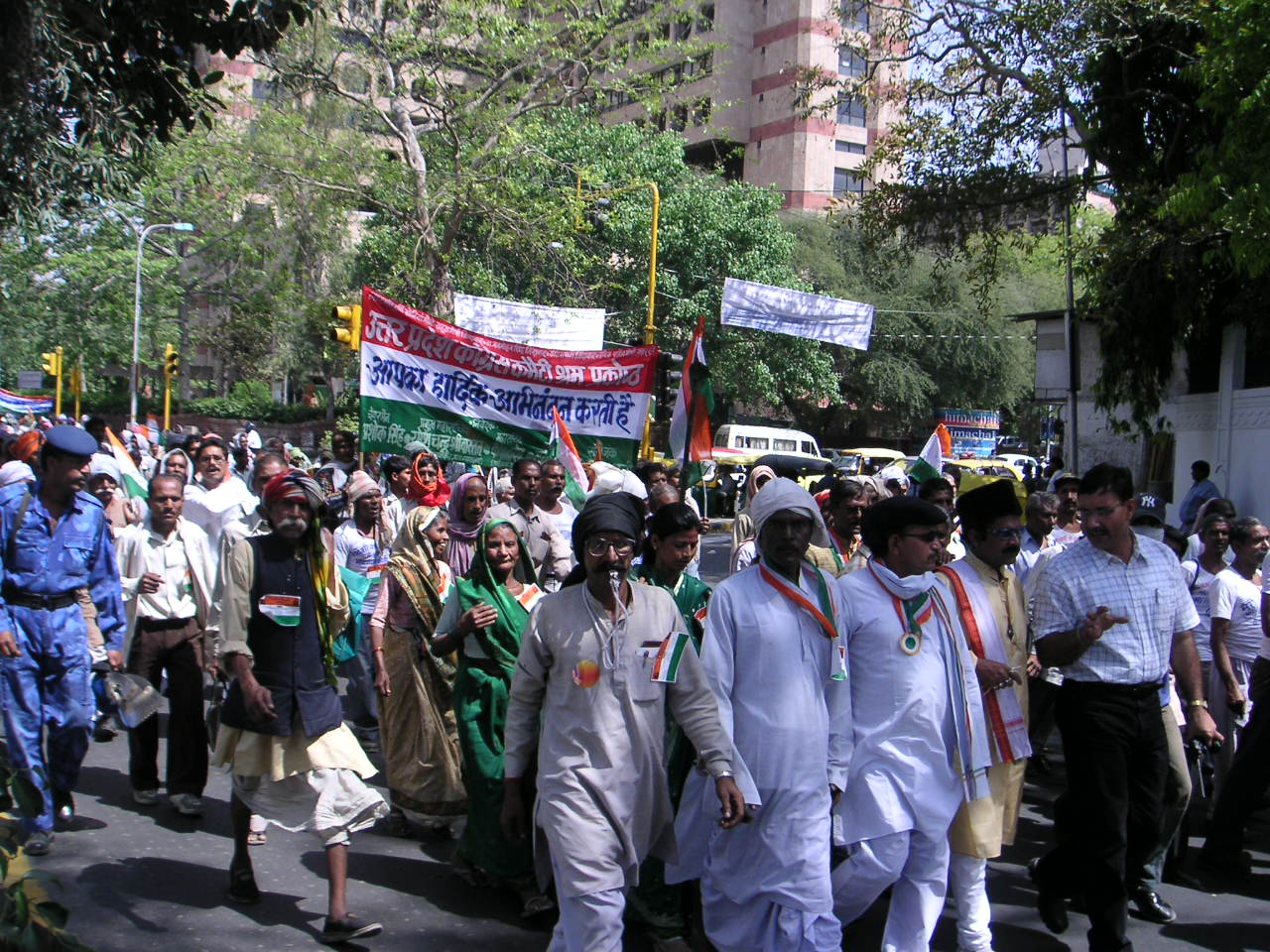
Wiec zwolenników Indyjskiego Kongresu Narodowego

W czasie sesji Indyjskiego Kongresu Narodowego (INC) w Karachi w roku 1931, ustalono model socjalistyczny jako cel niepodległych Indii. Po uzyskaniu niepodległości, rząd Indii oficjalnie przyjął politykę niezaangażowania, jednocześnie utrzymując bliskie stosunki z ZSRR. Z INC wywodził się także najbardziej znany indyjski socjalista i pierwszy premier w historii niepodległych Indii, Jawaharlal Nehru.
Dążenie do socjalistycznego modelu rozwoju zostało potwierdzone przez INC w 1955 roku kiedy opublikowana została tzw. „uchwała Avadi”. Rok później, indyjski parlament przyjął „socjalistyczny wzorzec rozwoju” jako oficjalną politykę, oraz rozpoczął reformy gruntów i regulacje przemysłu. W 1976 słowo socjalizm dodane zostało do preambuły konstytucji indyjskiej. Oznacza to społeczną i ekonomiczną równość obywateli. Równość ekonomiczna odnosi się do kontekstu w którym, rząd dołoży wszelkich starań, aby podział bogactw był bardziej równe i zapewniał godne warunki życia dla wszystkich.
Postulaty socjalistyczne w programie INC zmalały w ostatnich latach, zwłaszcza po zabójstwie Indiry Gandhi i jej syna Rajiv Gandhiego. Wybrany w 1991 roku rząd Narasimha Rao wprowadził program liberalizacji gospodarczej opracowany przez Manmohan Singha, obecnego premiera Indii.
Oprócz Kongresu i skrajnej lewicy, w Indiach działają inne partie socjalistyczne, największą z nich jest Samajwadi Party.